# Margareta Schwartz
Signe Margareta Schwartz, född Nilsson 18 september 1930 i Falkenberg, är en tidigare svensk politiker (moderat). 
Schwartz var skolborgarråd i Stockholms stad 15 oktober 1982–15 oktober 1988 för Moderata Samlingspartiet. Därefter vice ordförande i Stockholms kommunfullmäktige samt ordförande 1991–1994.
Hon var från 1951 gift med Anders Schwartz (1922–2016).

## Utmärkelser
- Kommendör med stjärna av Norska förtjänstorden (1 juli 1992)[3]